# Cochlidiosperma sibthorpioides
Cochlidiosperma sibthorpioides là một loài thực vật có hoa trong họ Mã đề. Loài này được (Debeaux ex Degen & Herv.) D.Y.Hong & S.Nilsson mô tả khoa học đầu tiên năm 1983.